# Orforglipron
 (mars 2024).
L'Orforglipron ( LY-3502970 ) est un agoniste non peptidique des récepteurs peptide-1 de type glucagon développé comme médicament de perte de poids par Eli Lilly and Company,,. Il est plus facile à produire que les agonistes du GLP-1 commercialisés en 2023 et devrait être moins cher.